# Carex leporina
La cárice de liebre (Carex leporina L.) es una especie de planta herbácea de la familia de las  ciperáceas.

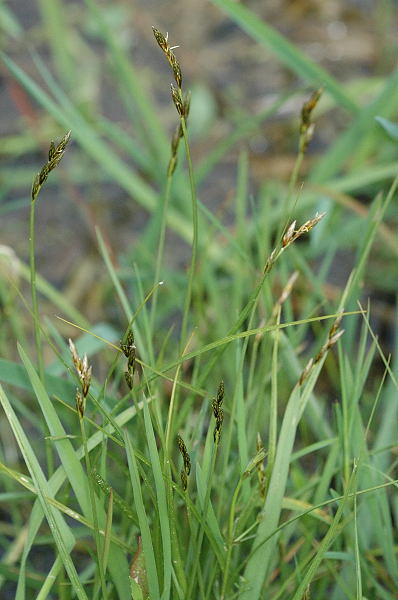
Vista de la planta

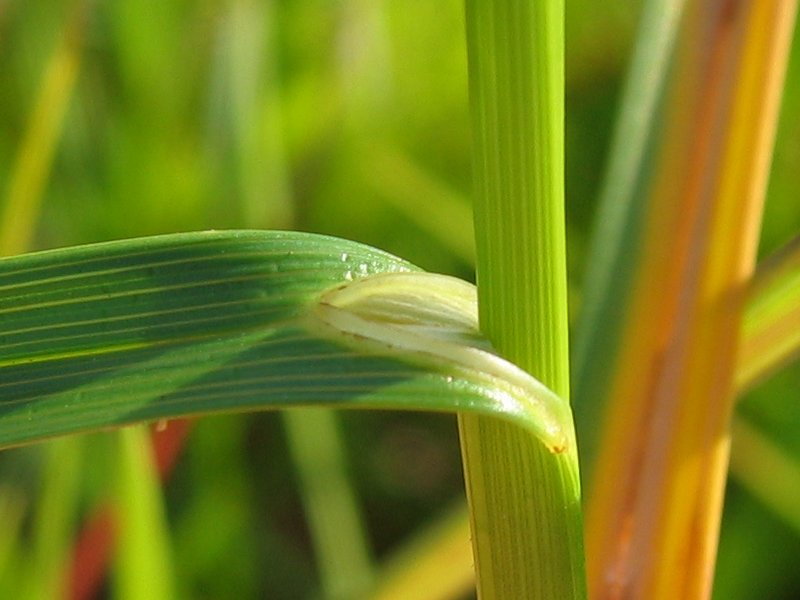
Detalle de la planta

## Descripción
Hierba perenne, densamente cespitosa. Tallos erectos o arqueados, de sección trinagular de hasta 50(-70) cm de longitud. Hojas lineares, planas, algo rígidas, ásperas en los bordes, de hasta 1,5-4,5 mm de anchura. Inflorescencia constituida por unas pocas espigas ovoideas con flores masculinas en la parte inferior y femeninas en la superior; flores masculinas consistentes en 3 estambres protegidos por una escama membranosa ovada de color pardo; flores femeninas reducidas a un ovario con dos estigmas encerrado en un utrículo de bordes alados de hasta 4,5 mm de longitud. Fruto en aquenio biconvexo. Florece en primavera y verano.

## Distribución y hábitat
En Eurasia y el este y oeste de Norteamérica. En la península ibérica. Habita en prados húmedos. La cárice de liebre puede superar os 2.500 m de altitud en los prados de las cumbres, de carácter mucho más seco. Igualmente abundante en prados de siega y esporádica en cervunales  crece Carex binervis.

## Taxonomía
Carex leporina fue descrita por  Carlos Linneo y publicado en Species Plantarum 2: 973. 1753.
Citología
Número de cromosomas de Carex leporina (Fam. Cyperaceae) y táxones infraespecíficos: 2n=64
Etimología
Ver: Carex
leporina; epíteto latino  que significa "de liebre". 
Sinonimia
- Carex argyroglochin Hornem.
- Carex brizoides Geners.
- Carex cousturieri Gand.
- Carex malvernensis S.Gibson
- Carex mollis Gilib.
- Carex nuda Lam.
- Carex ovalis Gooden.
- Carex sicula Tineo
- Carex tracyi Mack.
- Caricina ovalis (Gooden.) St.-Lag.
- Olotrema leporina (L.) Raf.
- Vignea argyroglochin (Hornem.) Rchb.
- Vignea leporina (L.) Rchb.
- Vignea leporina var. alpina (Gaudin) Dostál
- Vignea ovalis (Gooden.) Soják[4][5]